# Trucy-l'Orgueilleux
Trucy-l'Orgueilleux is een gemeente in het Franse departement Nièvre (regio Bourgogne-Franche-Comté) en telt 239 inwoners (2009). De plaats maakt deel uit van het arrondissement Clamecy.

## Geografie
De oppervlakte van Trucy-l'Orgueilleux bedraagt 13,6 km², de bevolkingsdichtheid is 17,7 inwoners per km².
De onderstaande kaart toont de ligging van Trucy-l'Orgueilleux met de belangrijkste infrastructuur en aangrenzende gemeenten.

## Demografie
Onderstaande figuur toont het verloop van het inwonertal (bron: INSEE-tellingen).